# Ostrożeń krótkołodygowy

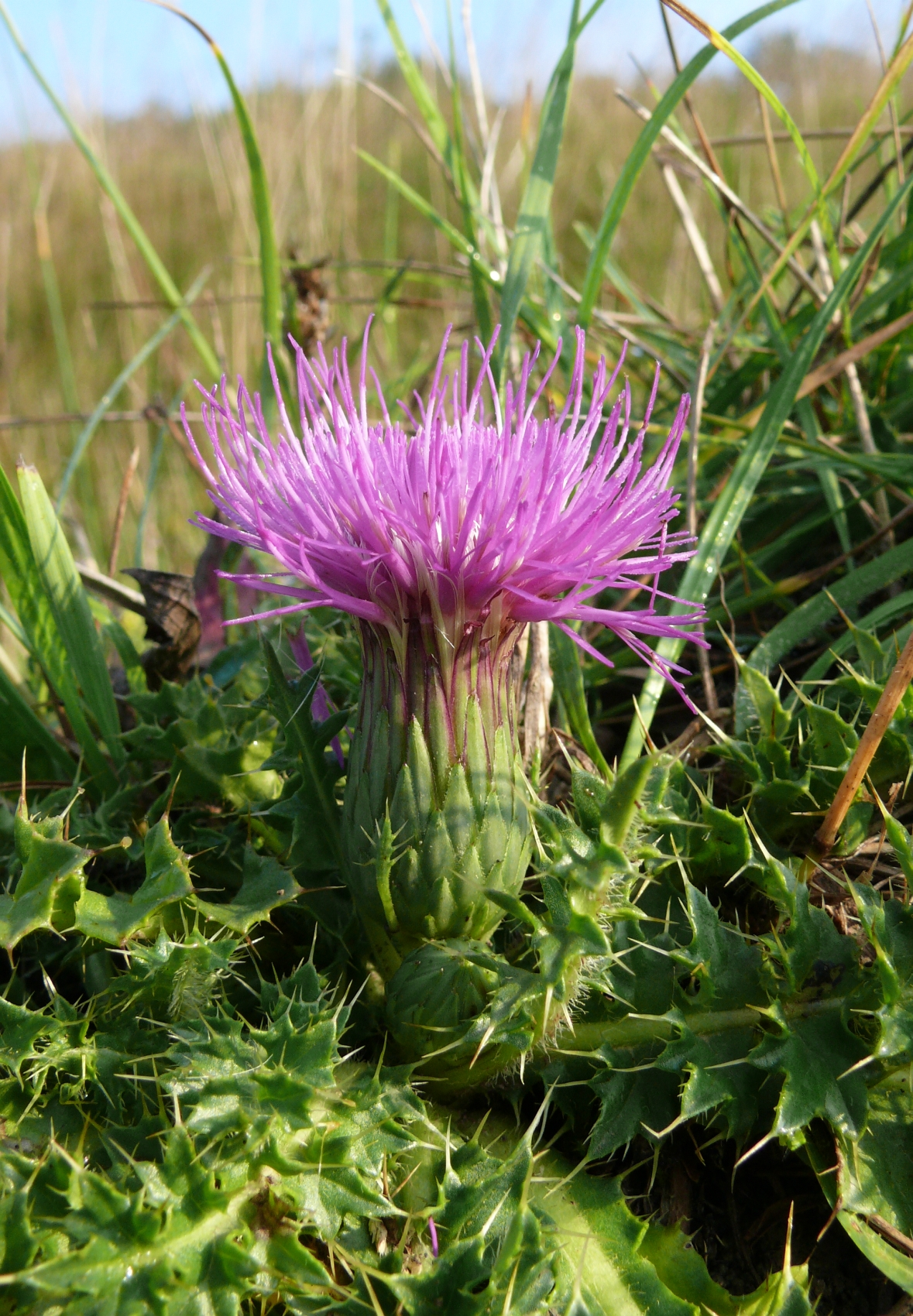
Kwiatostan

Ostrożeń krótkołodygowy, ostrożeń bezłodygowy (Cirsium acaule (L.) A.A.Weber ex Wigg.) – gatunek roślin z rodziny astrowatych. Jego zasięg obejmuje Europę Środkową i Zachodnią. Przez Polskę biegnie wschodnia granica zasięgu – roślina spotykana jest w północnej i zachodniej części kraju. Jest to niska bylina rosnąca na suchych łąkach, pastwiskach i obrzeżach lasów. Nie ma znaczenia użytkowego. W przypadku licznego występowania na pastwiskach uznawana jest na nich za chwast. Gatunek jest bardzo zmienny i tworzy szereg mieszańców z innymi przedstawicielami rodzaju ostrożeń.

## Rozmieszczenie geograficzne
Gatunek europejski. W południowej części kontynentu występuje na obszarach górskich w rozproszeniu we wschodniej Hiszpanii i liczniej w Pirenejach, na nielicznych stanowiskach w Apeninach, w północno-zachodniej części Gór Dynarskich i na pojedynczych stanowiskach w Karpatach w Rumunii. Zwarty zasięg obejmuje Francję (bez Normandii), południowo-wschodnią Anglię (z pojedynczymi stanowiskami w jej północnej części i Kornwalii, a poza tym w Walii), kraje alpejskie i Niemcy (gatunek rzadki jest jednak w północno-zachodniej ich części i sąsiedniej Holandii), Danię i południową Szwecję, kraje bałtyckie, północną i zachodnią część Polski oraz Czechy i Słowację.
W Polsce najliczniejsze stanowiska ma na Pojezierzach Południowobałtyckich i Dolnym Śląsku. Rzadki jest na Pobrzeżach Południowobałtyckich, w Sudetach, w zachodniej części Wyżyn Polskich i w Polsce północno-wschodniej. Nie przekracza na wschód i południe linii Wisły i Bugu.
Zasięg gatunku najwyraźniej na północy ograniczany jest przez niskie temperatury zimowe, a na południu wykazuje zbieżność z izotermami miesięcy letnich wskazując na nietolerancję zbyt wysokich temperatur na zasiedlanych suchych i przepuszczalnych siedliskach.
W południowej części zasięgu rośnie w górach sięgając 2350 m n.p.m. w szwajcarskiej Gryzonii i 2200 m n.p.m. w Tyrolu. Na Półwyspie Iberyjskim rośnie na rzędnych od 700 do 3000 m n.p.m.

## Morfologia

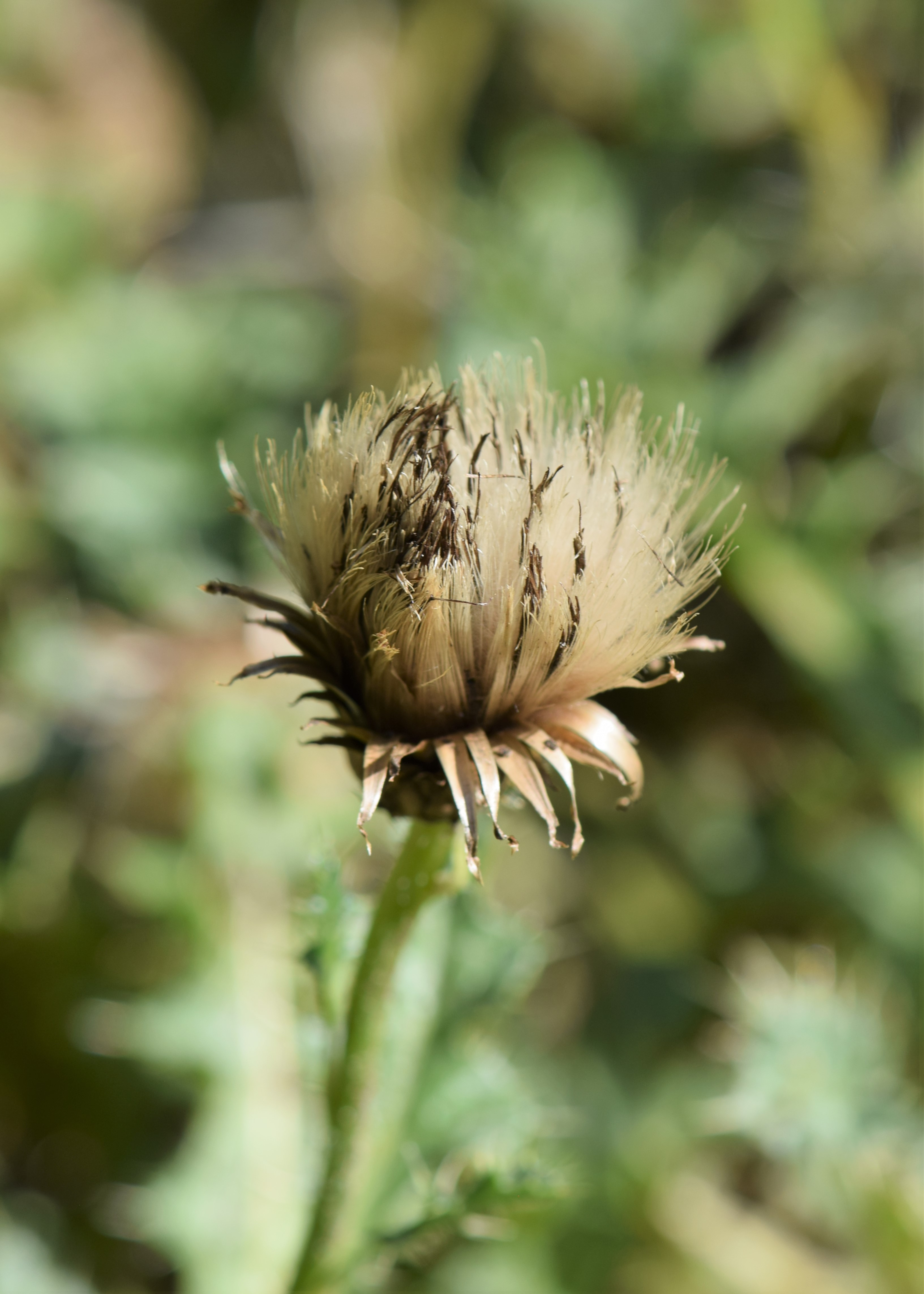
Koszyczek z owocami

PokrójBylina o poziomo rosnącym, rozgałęziającym się sympodialnie kłączu osiągającym 6–8 mm średnicy. Korzeń palowy jest krótki i drewniejący z cienkimi i długimi korzeniami bocznymi. Z kłącza wyrasta co roku kilka białych, grubych korzeni. Końce kłącza rosną ku górze i zwieńczone są rozetą liści oraz łodygą osiągającą zwykle tylko 2–5 cm wysokości, rzadziej do 30–40 cm (f. caulescens). Łodyga jest naga lub owłosiona w różnym stopniu, ale nigdy nie oskrzydlona.
LiścieW liczbie od 12 do 20 wyrastają skrętolegle skupione w rozetę przyziemną. Mają kształt lancetowaty, są pierzastosieczne, o dolnych odcinkach zredukowanych do kolców, a górnych odcinkach 3–5-dłoniasto dzielnych, każdy także zwieńczony kolcem. Kolce są bardzo ostre i sztywne – silnie kolące, a poza tym brzeg liścia jest szczeciniasto ząbkowany. W sumie odcinków liścia jest 8–10. Długość liścia wynosi od 10 do 20 cm (zwykle do 16 cm), a szerokość do 3 cm. U nasady blaszka stopniowo zwęża się w oskrzydlony ogonek o szerokości ok. 1 cm, u nasady fioletowo nabiegły, a wyżej jasnozielony. Na spodniej, jasnozielonej stronie blaszki, na wiązkach przewodzących znajdują się białawe włoski. Górna strona jest ciemnozielona i naga.
KwiatyZebrane po ok. 60–200 w walcowaty, górą zwężony koszyczek o długości 3–4,5 cm, przeważnie jeden na szczycie łodygi (na pędzie zawiązuje się zwykle kilka pąków kwiatostanowych, ale w pełni rozwija się zazwyczaj tylko jeden, ewentualnie kilka w miejscach nasłonecznionych i bardziej wilgotnych – w cieniu rośliny wcale nie zakwitają). Kwiaty w koszyczkach są albo obupłciowe (koszyczki takie z reguły są większe), albo tylko żeńskie (koszyczki wówczas są mniejsze). W dużych populacjach stosunek roślin obupłciowych do żeńskich wynosi 2:1, ale w małych zdarzają się rośliny tylko z kwiatami obupłciowymi, albo tylko żeńskimi (w drugim wypadku owoce nie powstają). Kwiatostan wsparty jest u nasady czterema zredukowanymi, kolczastymi liśćmi. Okrywa koszyczka osiąga do 2 cm średnicy i 3 cm długości, pokryta jest gęsto, dachówkowato ułożonymi listkami (łuskami), z których dolne zakończone są kłującymi, ale krótkimi kolcami. Są one brudno-fioletowo-szaro nabiegłe. Z płaskiego dna koszyczka wyrastają poza kwiatami liczne, długie włoski. Korona kwiatów w dole zrośnięta jest w białawą rurkę, w górze jest fioletowoczerwona (rzadko występują kwiaty o kwiatach białych lub różowych), rozcięta do połowy na 5 wąskich łatek, z których jedna jest dłuższa od pozostałych. W mniejszych koszyczkach rozwijają się tylko kwiaty żeńskie, a w większych – obupłciowe. W tych pierwszych pręcików brak lub są one płonne. Słupek wraz z szyjką osiąga 3,5 do 4 cm długości, jest fioletowy, na końcu białawy i rozwidlony. W kwiatach obupłciowych obie łatki na końcach słupka są stulone i są fioletowe.
OwocJajowate do nieco stożkowatych, jasno- lub ciemnobrązowe niełupki o długości 4–5 mm z pierzastym, białym puchem kielichowym o długości 25–30 mm. Masa pojedynczego owocu wynosi od 4,5 do 5 mg.

## Biologia

### Rozwój

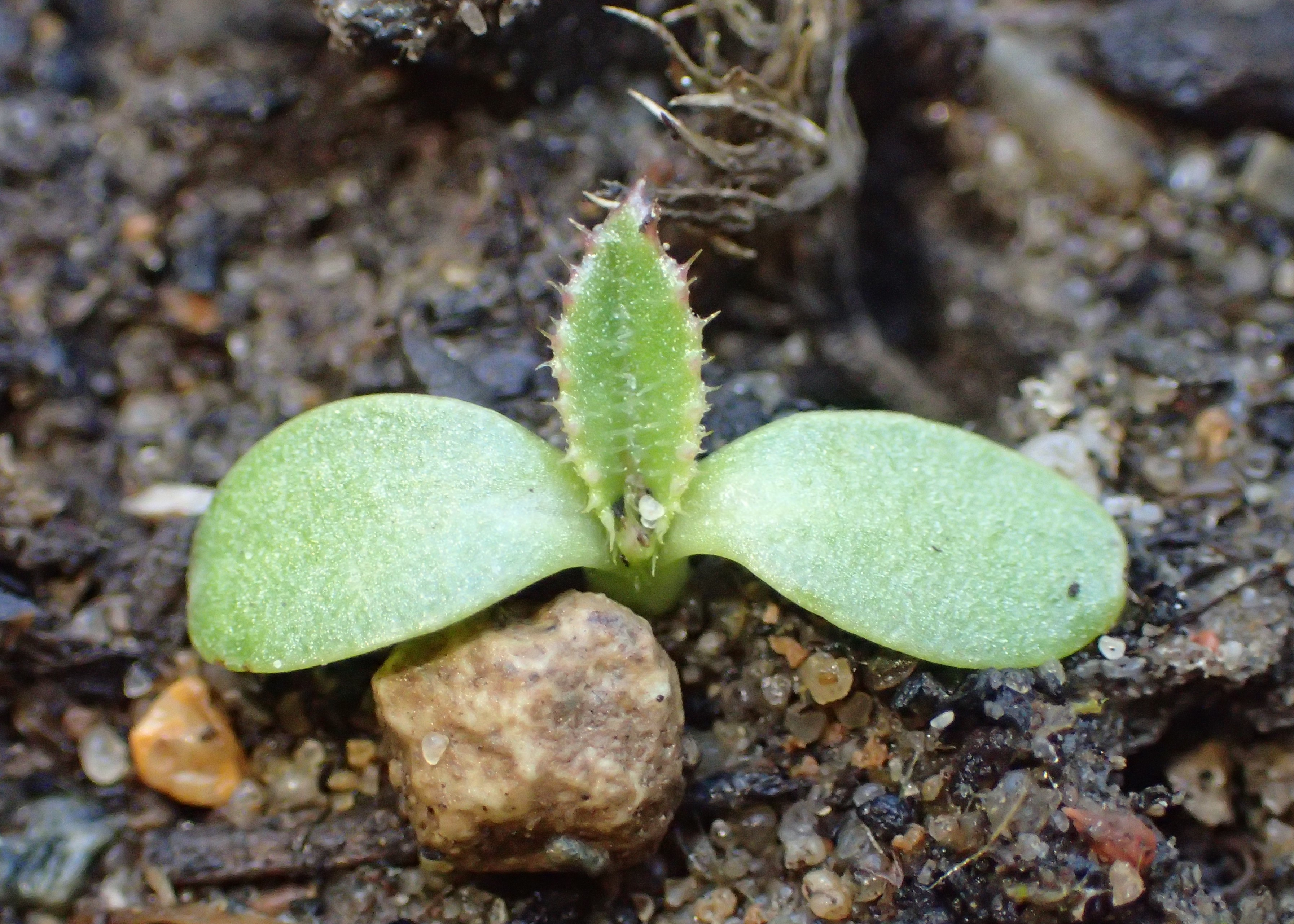
Siewka

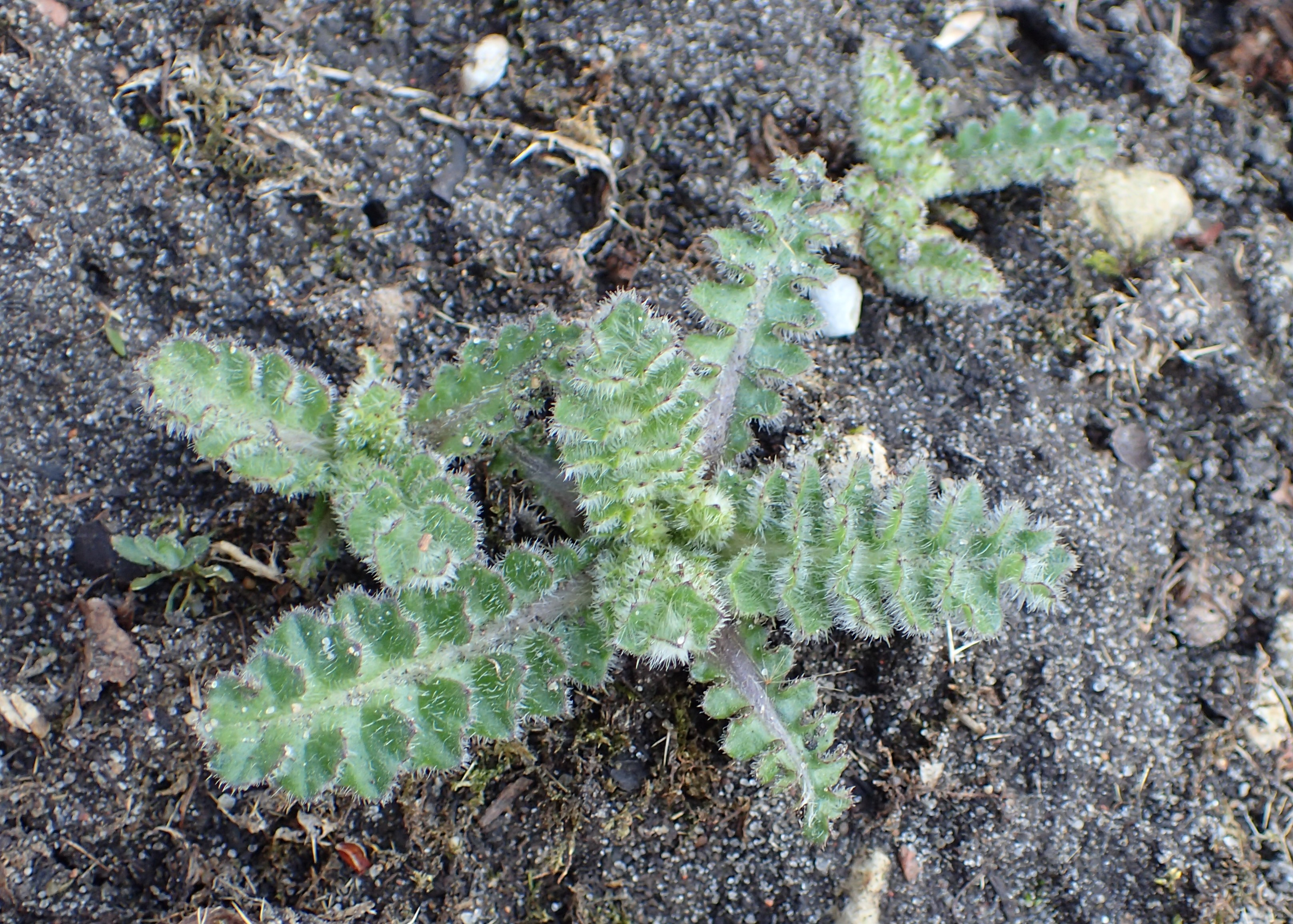
Młoda roślina

Ostrożeń krótkołodygowy to bylina – hemikryptofit.
Nasiona kiełkują zarówno jesienią, jak i wiosną. Liścienie rozwijają się po tym jak korzeń pierwotny osiągnie 2–3 cm długości. Siewka ma hipokotyl zielny i nagi długości od 1 do 3 cm. Dwa jajowate liścienie o nasadzie zbiegającej osadzone są na ogonkach długości 2–5 mm, z nieco pochwiastą nasadą. Blaszka liścieni osiąga 10–17 mm długości i 6–11 mm szerokości. Epikotylu brak. Kolejne liście wyrastają skrętolegle, na dłuższych ogonkach (do 20 mm), o blaszce eliptycznej, osiągającej od 1 do nieco ponad 3 cm, z nielicznymi drobnymi kolcami na brzegu i wielokomórkowymi włoskami. W optymalnych warunkach rozwoju (nasłonecznione stanowisko) rozwój korzenia pierwotnego jest bardzo szybki. W pierwszym roku pęd młodej rośliny wznosi się pionowo. W drugim sezonie rośliny już mogą zakwitnąć, a z ich bocznych pączków wyrasta od 4 do 6 kłączy, które przyrastają o 1–2,5 cm rocznie dzielą się systematycznie i rozwijając rozety potomne tworzą kolistego kształtu kolonię. Z corocznych przyrostów kłącza rozwija się latem po kilka silnie rosnących korzeni, z których pojedyncze zachowują się dłużej – przez co najmniej 5–6 lat. Jesienią liście zamierają i zimą roślina jest bezlistna. Po rozetach liściowych zostają na kłączu okrągłe blizny, dzięki czemu obliczono, że kłącza zachowują żywotność przez ok. 15–20 lat. Całe rośliny rozrastając się klonalnie u najbardziej rozległych okazów zajmują płaty o 2 m średnicy, co oznacza że osiągają ok. 60–80 lat.
Rozety liściowe rozwijają się w kwietniu, a kwiatostan rozwijać się zaczyna w czerwcu. Kwitnienie trwa od lipca do września, w cieplejszych regionach zaczyna się już w czerwcu. Do zakwitnienia rośliny muszą przejść okres chłodów – w przypadku uprawy w warunkach szklarniowych – pozostają w stanie wegetatywnym. Rozwój kwiatów inicjowany jest wydłużeniem się dnia do 15 godzin. Kwiaty rozwijają się sukcesywnie w koszyczku od zewnątrz do wewnątrz. Co noc kolejny okółek kwiatów w koszyczku wydłuża się, rano kwiaty się otwierają i między godziną 10 a 12 wydłużający się słupek wypycha pyłek z pylników i rurki korony, a następnie przez kilka godzin eksponowane jest znamię na przyjęcie pyłku z innych kwiatów. Kwiaty są samopłonne i owadopylne, przy czym najczęściej zapylane są przez pszczoły (rodzaje Bombus, Psithyrus, Apis), a poza tym bzygowate, chrząszcze i motyle. Owoce dojrzewają w ciągu 4–5 tygodniu po przekwitnieniu ostatnich kwiatów w koszyczku. Dojrzewa ich zawsze mniej niż wynosi liczba kwiatów i ogromny wpływ na ich rozwój ma pogoda – zacienienie (zachmurzenie) i częste opady w czasie dojrzewania owoców powodują znaczny spadek udziału owoców z rozwiniętym w pełni zarodkiem. Owoce są wiatrosiewne, w centrum zasięgu gatunku zawiązywane są regularnie co roku, a w populacjach na północnej granicy zasięgu – nieregularnie. Owoce rozprzestrzeniane są przez wiatr (anemochoria) – puch kielichowy rozpościerający się na nich w czasie słonecznej pogody działa jak aparat spadochronowo-lotny, znacznie zmniejszając tempo spadania owocu, wynoszące w efekcie 0,30 m/s. W przypadku utrzymywania się pogody deszczowej owoce się nie rozsiewają – pozostają otulone okrywą i cały kwiatostan może opaść na ziemię i zgnić. Po natychmiastowym wysianiu owoców kiełkuje od 40 do 70% z nich, a po przechowaniu ich i wysianiu wiosną – kiełkują wszystkie. Owoce zachowują długo zdolność do kiełkowania zagrzebane w glebie, ale przechowywane w suchym pomieszczeniu tracą ją po dwóch latach. 
Późnym latem silnie rosną na kłączu pąki boczne, z których rozwiną się kolejne odcinki kłącza zwieńczone w następnym sezonie nowymi rozetami liści.
Na stanowiskach zagęszczenie pędów jest zróżnicowane, choć zwykle skupiskowe ze względu na rozgałęzianie się kłącza – na 1 m² może występować nawet do 50 rozet tego gatunku.
Rośliny z populacji przy północnej granicy zasięgu zawiązują liczniej owoce tylko w przypadku długiego i ciepłego lata (znaczące są temperatury w sierpniu i wrześniu). W przypadku nieodpowiednich warunków (mniejsze nasłonecznienie) tylko nieliczne owoce zawierają pełne nasiona. Dodatkowo w przypadku pogody deszczowej w okresie letnim często pędy są porażane przez gronkowca szarego Botrytis cinerea i w owocach rozwijają się jego sklerocja, co skutkuje obumieraniem zarodków.

### Genetyka
Liczba chromosomów 2n=34. Masa genomu wynosi średnio 2,62 pg. W wynikach wizualizacji DNA z wykorzystaniem DAPI u tego gatunku zarejestrowano dużą zmienność rezultatów, co tłumaczone jest częstym występowaniem chromosomów nadliczbowych (chromosomów B) – rzecz wyjątkowa wśród europejskich przedstawicieli rodzaju ostrożeń Cirsium.

## Ekologia

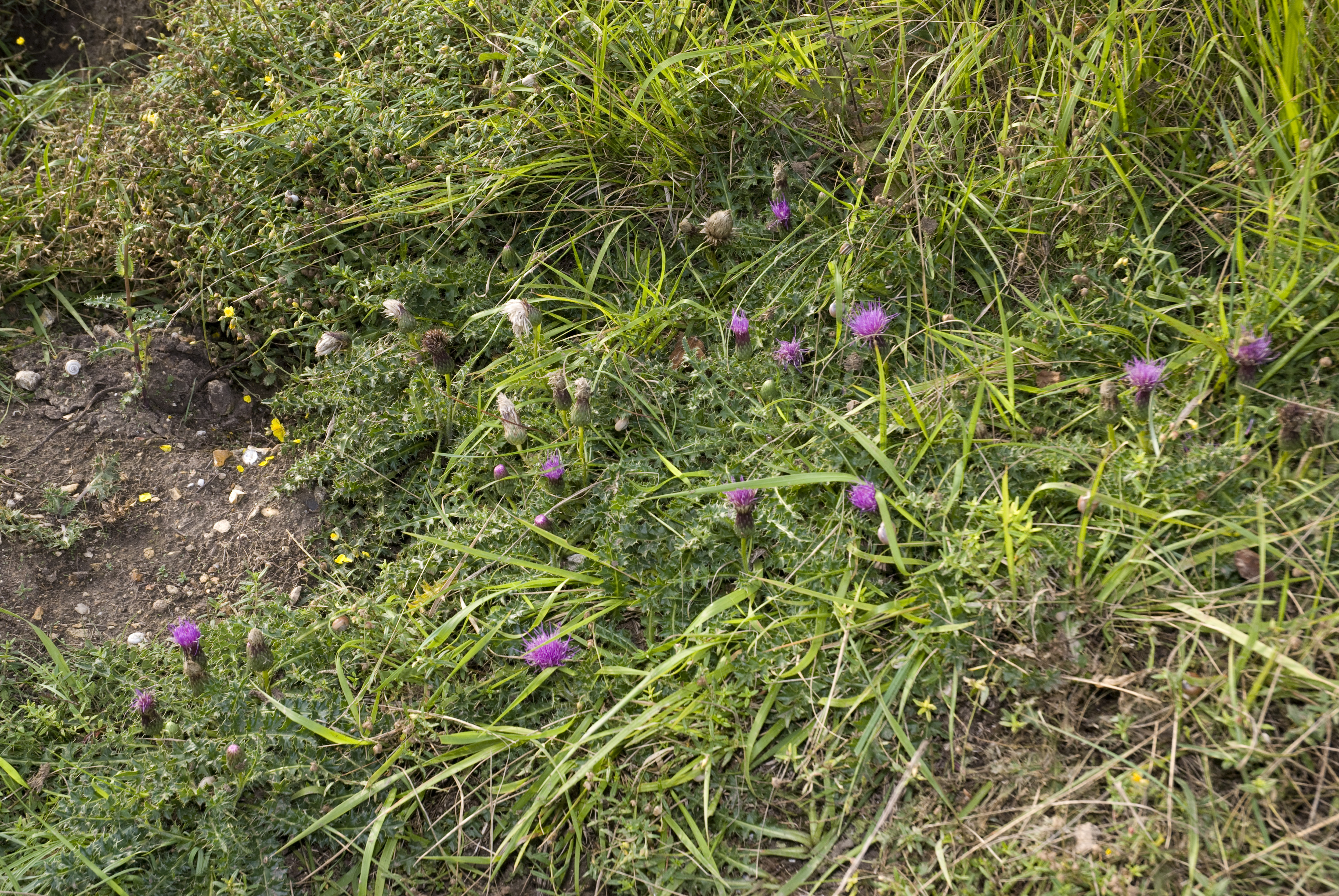
Murawa z licznymi rozetami ostrożnia krótkołodygowego

### Siedlisko
Ostrożeń krótkołodygowy rośnie na suchych łąkach i pastwiskach oraz na obrzeżach lasów. Występuje na przepuszczalnych glebach bogatych w węglan wapnia, często na rędzinach, także na bardzo płytkich glebach powstających na skałach wapiennych, ale też na glebach powstających z glin i na piaskach zasobnych w węglan wapnia (w tym na nadmorskich wydmach w Belgii i Francji). Odczyn gleby ze względu na znaczną z reguły zawartość kationów wapnia jest alkaliczny. Wyjątkowo rośliny te zasiedlają lub utrzymują się na glebach, które w powierzchniowej warstwie są kwaśne (np. na wrzosowiskach powstających na skałach wapiennych). Podawany jest także z wysychających gleb torfowych. Jednak przy pH mniejszym od 4,5 siewki tego gatunku nie kiełkują.  

### Interakcje międzygatunkowe
W klasyfikacji zbiorowisk roślinnych Europy Środkowej jest to gatunek charakterystyczny dla rzędu Brometalia erecti i klasy (Cl.) Festuco-Brometea. W Czechach wskazany jako charakterystyczny dla związku Bromion erecti, rejestrowany zwłaszcza w zespole Ononido spinosae-Cirsietum acaulis. Poza tym stwierdzany jest także w murawach bliźniczkowych i w zbiorowiskach na przesuszonym torfie z panującą trzęślicą modrą. Preferuje zbiorowiska, których luźna darń ma wysokość od 2 do 15 cm, w których silniej rosnące trawy pastewne są zgryzane przez zwierzęta lub brak ich w składzie gatunkowym. W miejscach, które porastają silniej rosnącymi trawami, np. w wyniku zaniku wypasu, ostrożeń ten może utrzymywać się przez szereg lat, jednak jego siewki nie kiełkują i w końcu populacja zanika. Siewki tego gatunku kiełkują tylko w lukach w darni trawiastej.
Liście są uszkadzane przez silne i późne przymrozki. Nie szkodzą roślinie okresy suszy – ze względu na bardzo głęboko sięgające korzenie liście nie więdną i pozostają zielone nawet podczas długotrwałej suszy. Gatunkowi temu sprzyja wykaszanie zasiedlanej murawy, ale źle znosi intensywne wydeptywanie. Bydło domowe nie zgryza tej rośliny, a unikając jej zostawia też trawy przerastające i otaczające jej rozety liściowe. W ograniczonym stopniu liście bywają zgryzane przez owce i króliki, przy czym nie powoduje to znaczącej szkody tej roślinie. Chętnie jest ona zjadana przez ślimaki, stanowiące istotne zagrożenie dla siewek, podczas gdy dorosłym roślinom nie wyrządzają znaczącej szkody. Liście minowane bywają przez larwy muchówki Phytomyza affinis, a galasy tworzy na nich inna muchówka – Jaapiella cirsiicola. W koszyczkach rzadko znajdowane są larwy motyli z rodzaju Metzneria, a częściej muchówek z rodzaju Dasyneura. Na roślinach stwierdzono także rozwój larw motyli Jordanita globulariae i J. notata.
Na korzeniach roślin tego gatunku nie zarejestrowano mikoryzy.

## Systematyka i zmienność

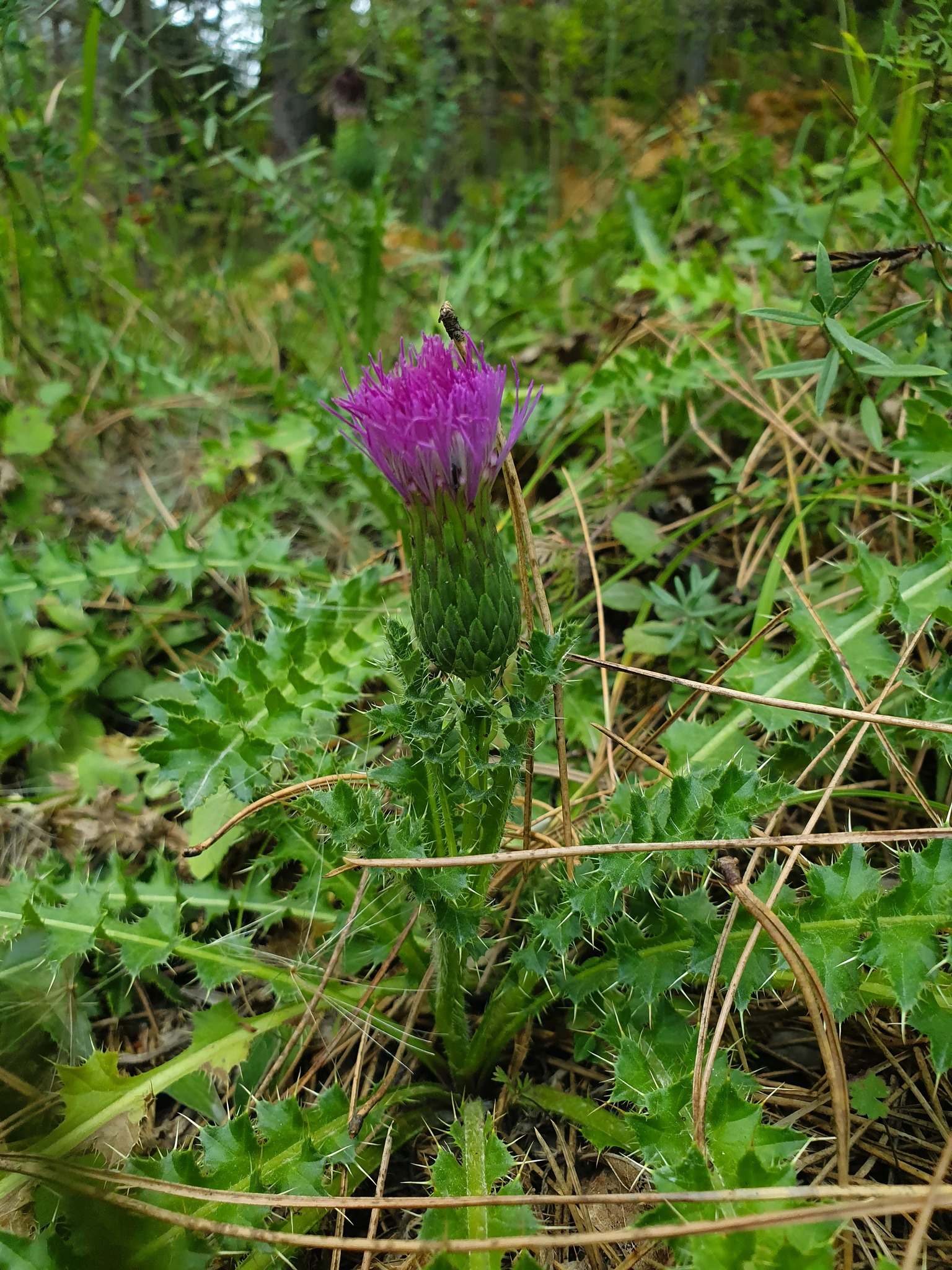
Na stanowiskach ocienionych rośliny wykształcają dłuższą łodygę

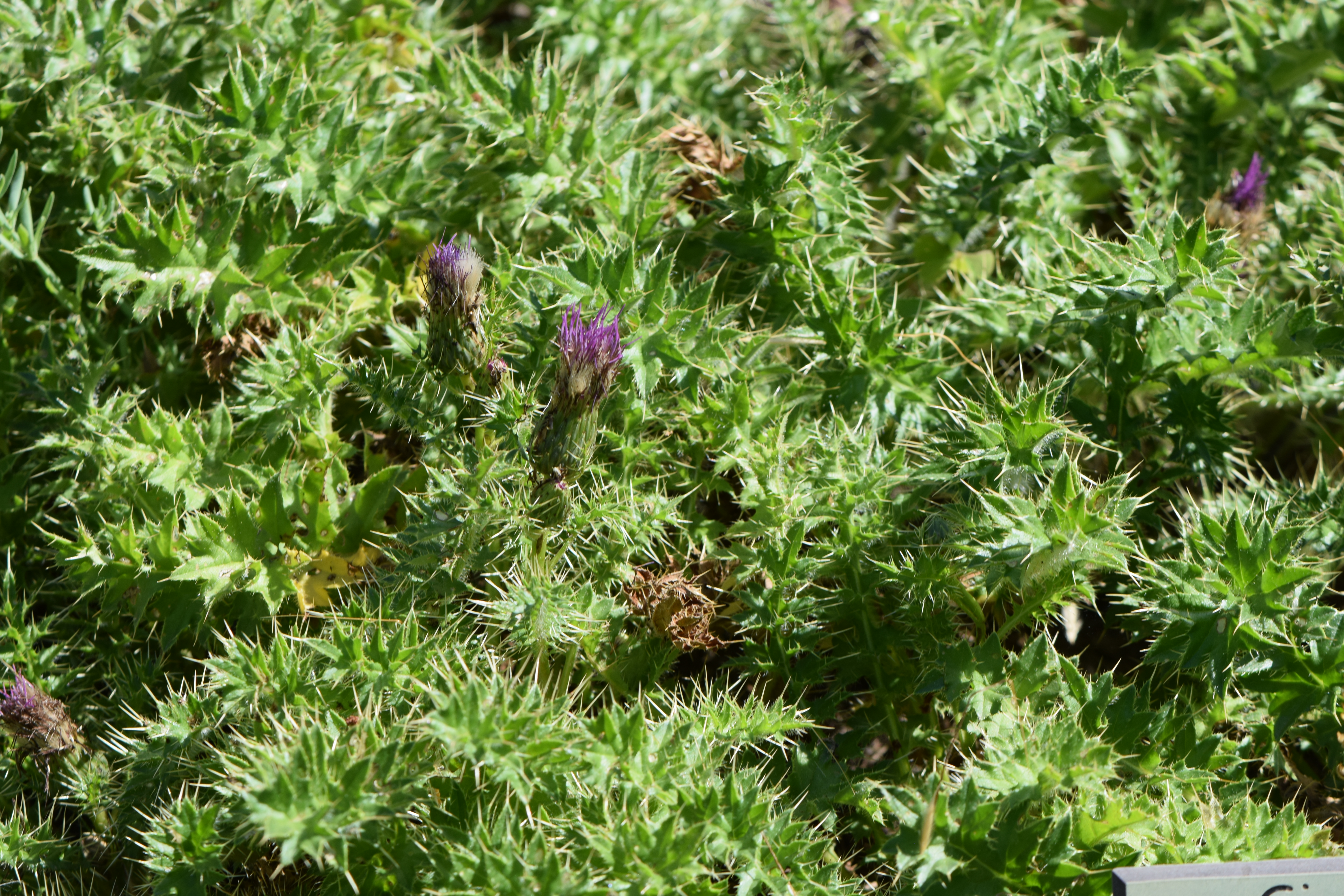
Podgatunek gregarium o gęstych rozetach liści z długimi kolcami

Gatunek w obrębie rodzaju ostrożeń Cirsium należy do sekcji Cirsium. W obrębie rodzaju jest łączony z kilkoma innymi euroazjatyckimi gatunkami o podobnych cechach morfologicznych (w tym zwłaszcza ze skróconą łodygą): Cirsium esculentum (Siev.) C.A.Mey. (od Ukrainy po północne Chiny), Cirsium rhizocephalum C.A. Mey. (od Turcji po Afganistan) i Cirsium frickii (Fsch. & Mey.) Petrak z Kaukazu. Podobieństwo między tymi gatunkami jest zresztą powodem do tworzenia różnych ujęć systematycznych łączących te taksony jako podgatunki jedne w obrębie drugich (np. C. rhizocephalum = C. esculentum subsp. caucasicum, a C. esculentum = C. acaule ( L.) Scop. subsp. esculentum (Siev.) K.Werner).
Opisany z Ameryki Północnej Cirsium acaule (L.) Scop. var. americanum A. Gray jest synonimem Cirsium scariosum Nutt. var. americanum (A. Gray) D. J. Keil.
Obok podgatunku typowego Cirsium acaule subsp. acaule wyróżnia się podgatunek Cirsium acaule subsp. gregarium (Boiss. ex DC.) Talavera występujący w Hiszpanii, w górach Sierra Nevada, Sierra de Cazorla i Sierra de Baza. Rośliny te mają gęste liście, owłosione od spodu na nerwach, i z końcami łatek uzbrojonymi w żółte kolce o długości ok. 1 cm (u formy typowej do 5 mm). Poza typowymi okazami z pojedynczym kwiatostanem, u podgatunku tego koszyczki rozwijają się często w liczbie od dwóch o pięciu.
Rośliny o łodygach wyższych niż zwykle – osiągających do 30 lub 40 cm, czasem rozgałęzionych i zawsze ulistnionych na całej wysokości – opisane zostały jako forma caulescens Rchb. (też: odmiana caulescens Pers.). Rośliny z różnych populacji w różnym stopniu mają tendencję do tworzenia form o wyższej łodydze w przypadku wzrostu w miejscu o większej wilgotności i zacienieniu. Część roślin o krótkiej łodydze po przesadzeniu w miejsce zacienione i wilgotniejsze tworzy wysoką łodygę. Poza tym rośliny o wyższej łodydze rosną często wraz z formą typową i obecne są między nimi stopniowe formy pośrednie. Formę o większej liczbie koszyczków niż jeden (zwykle od 2 do 8) opisano jako f. multiflorum Ducomm. (nie ma ona rangi taksonomicznej ze względu na wyraźną korelację między liczbą kwiatostanów a wilgotnością gleby – w miejscach o większej wilgotności jest ich więcej).
W obrębie gatunku występuje znaczna zmienność kształtu i wielkości kwiatostanów i owoców. Czasem spotykane są rośliny o kwiatach barwy białej lub jasnoróżowej.
Ostrożeń krótkołodygowy tworzy mieszańce z innymi gatunkami z rodzaju ostrożeń. Najczęściej miesza się w Europie Zachodniej z ostrożniem bulwiastym C. tuberosum (C. × medium All. (syn. C. ×zizianum W.D.J. Koch)). W Europie Środkowej rozpowszechnione są mieszańce z ostrożniem warzywnym C. oleraceum. Rzadziej tworzy mieszańce z innymi gatunkami: z ostrożniem błotnym C. palustre (C. ×kirschlegeri Sch. Bip.), lancetowatym C. vulgare (C. ×sabaudum M. Loehr), łąkowym C. rivulare (C. ×heerianum Nageli), polnym C. arvense (C. ×boulayi E.G. Camus lub C. ×sextenum Ausserdorfer ex Hunter), siwym C. canum (C. ×winklerianum Celak.), dwubarwnym C. helenoides, lepkim C. erisithales, pannońskim C. pannonicum (C. ×freyerianum Koch), ciernistym C. spinosissimum, Cirsium dissectum (C. ×woodwardii (H.C. Watson) Nyman).

## Nazewnictwo
Naukowa nazwa rodzajowa jest adaptacją greckiej nazwy kírsion użytej przez Dioskurydesa w odniesieniu do jakiegoś gatunku ostu (w szerokim znaczeniu tego terminu) stosowanego w leczeniu żylaków (gr. kírsós). Nazwa gatunkowa acaule oznacza „bezłodygowy” i powstała ze złożenia greckiego kaulós – łodyga i a- znaczącego przeczenie.
W języku polskim kolczaste byliny z rodzaju Cirsium były przemiennie określane jako „ościenie, osty, ostrożnie, ostrzenie”. Krzysztof Kluk w 1805 określił ten gatunek mianem ostu bezprętowego (prętem zwano wówczas łodygę). W przewodniku z 1924 Rośliny polskie autorstwa Władysława Szafera, Stanisława Kulczyńskiego i Bogumiła Pawłowskiego gatunek nazwany został „ostrożniem krótkołodygowatym”. W kolejnych wydaniach ich przewodnika wznawianego w ciągu XX wieku ta nazwa została utrwalona w zmodyfikowanej postaci („ostrożeń krótkołodygowy”), stosowanej później i w innych publikacjach. W kluczu do oznaczania roślin naczyniowych Polski niżowej Lucjana Rutkowskiego użyta została nazwa „ostrożeń bezłodygowy”.

## Znaczenie użytkowe
Gatunek ten preferując pastwiska jest na nich uznawany za chwast – składnik bezwartościowy, a przy liczniejszym występowaniu pogarszającym jakość takiego użytku.
Jak w przypadku wszystkich gatunków z rodzaju ostrożeń – wszystkie części rośliny są mniej lub bardziej jadalne (po usunięciu kolców).